# لاك ديفينينس (كيبك)
لاك ديفينينس (بالإنجليزية: Lac-Devenyns, Quebec)‏ هي منطقة سكنية تقع في كندا في Matawinie Regional County Municipality. يقدر عدد سكانها بـ 0 نسمة ومساحتها 134.20 كم2 .